# Sordera tonal
La sordera tonal es la ausencia de oído relativo, o la incapacidad para distinguir entre diferentes notas musicales, por causas que no tienen que ver con la falta de entrenamiento o de educación musical. La sordera tonal también se refiere en ocasiones como amusia, aunque este último es un término menos específico.

## Descripción
El oído relativo es una habilidad musical presente en todas las sociedades y en la mayor parte de los seres humanos. El deterioro de la capacidad auditiva parece tener un componente genético, aunque también puede aparecer como consecuencia de un daño cerebral. En el sentido médico, no debe diagnosticarse sordera tonal en aquellas personas que no sean capaces de reproducir tonalidades por causas relacionadas con la falta de educación musical. La sordera tonal afecta a la capacidad de discriminar los cambios tonales producidos por un instrumento musical. No obstante, parece que en las personas con sordera tonal no se ve afectada la capacidad para interpretar la prosodia y la entonación del discurso humano.
La sordera tonal guarda una fuerte correlación negativa con la pertenencia a una sociedad con una lengua tonal. Esto podría interpretarse como una prueba de que la capacidad para reproducir y discriminar entre diferentes tonalidades podría ser una habilidad aprendida. Pero también podría realizarse una interpretación opuesta: el hecho de que una población desarrolle una lengua tonal se debe a la influencia de cierta predisposición genética para discriminar adecuadamente entre diferentes tonos musicales. Recientemente se ha descubierto una correlación entre la frecuencia alélica y ciertas características tipológicas lingüísticas, lo que vendría a apoyar esta segunda interpretación.
La sordera tonal también se ha asociado a otros deterioros específicos de la capacidad musical, como la falta del sentido del ritmo, o la incapacidad para recordar o reconocer una canción. Este tipo de discapacidades pueden presentarse de forma separada, pero algunas investigaciones muestran que lo más habitual es que tengan lugar en personas con sordera tonal. Algunos músicos experimentados como W. A. Mathieu han considerado que la sordera tonal en adultos puede corregirse mediante el entrenamiento.

## Neurología
En nueve de cada diez personas con sordera tonal no puede detectarse el fascículo arqueado superior del hemisferio derecho, lo que sugiere una desconexión entre la circunvolución temporal superior posterior y la circunvolución frontal inferior posterior. Las investigaciones sugieren que el origen del trastorno podría localizarse en la circunvolución temporal superior posterior.